# ディエゴ (ファッションモデル)
ディエゴ（Diego、1985年3月17日 - ）は日本の男性ファッションモデルである。出身地はブラジル。

## 人物
国籍はブラジル、イタリア。
ボン・イマージュ所属。以前の所属事務所はDonna models。
MEN'S NON-NOなどのファッション雑誌で活躍している。
特技はバスケットボール。
モデルのエリーローズとDJユニット『Van Cliffe.D』でクラブDJとして活動もしている。

## 主な出演

### 雑誌
- MEN'S NON-NO
- MR
- smart
- POPEYE
- FINEBOYS
- ホットドッグ・プレス

### 広告
- PAZZO-Custum Culture
- RUPERT
- BIRKEN STOCK
- BEAMS
- YAMAHA BIKE
- TAKA-Q movin
- Taishi Nobukuni
- cK Watche Japan

### ショー
- NUMBER(N)ine
- コムデギャルソン
- MAJIMAJI
- MALKO MALKA
- Mister HOLLYWOOD